# مارسيل ليكومت
مارسيل ليكومت هو شاعر بلجيكي، ولد في 25 سبتمبر 1900 في Saint-Gilles, Belgium ‏ في بلجيكا، وتوفي في 19 نوفمبر 1966 في إقليم بروكسل العاصمة في بلجيكا.

## وصلات خارجية
- مارسيل ليكومت على موقع ديسكوغز (الإنجليزية)